# 鹿島沙希
鹿島 沙希（かしま さき、1993年5月5日 - ）は、日本の女性プロレスラー。島根県松江市出身。スターダム所属。血液型B型。

## 所属
- スターダム（2011年 - 2014年、2018年 - ）
- フリーランス（2014年 - 2018年）

## 来歴
プロレス好きであった母親の影響で、小学生の高学年の時には真夜中に放映されていたプロレス関係の番組を一緒に見ていて、実際に地元で行われた大会を会場で観戦していた。高校には進学せず、自宅でプロレスの試合ばかりを見ていたがこの時は女子プロレスに興味は無かった。
17歳の時に偶然女子プロレスのチケットを貰い、鳥取での大会を観戦したところ、女子プロレスそのものに衝撃を受けプロレスラーを志すようになった。そして風香からスカウトされ、単身上京。そしてスターダムに入門した。

### スターダム入門 - 退団
5月9日、第4回プロテストで合格。
6月12日、新木場大会でプレ・デビュー戦と称して夏樹☆たいようと3分間エキシビションを決行。
6月26日、新木場大会にてプロテスト時の希望により高橋奈苗戦でデビュー。ワンセコンドで敗戦。
7月24日、後楽園大会で初のタッグマッチとして須佐えりと組んで星輝ありさ&岩谷麻優の「女 -AMA-」と対戦。しかし、試合は鹿島のパートナーの須佐が岩谷のダイビングボディアタックを受け敗れた。
10月23日、新木場大会で外敵二連戦と称してスターダム初参戦の勇気彩、スターダム常連となった山縣優と対戦して連敗。
11月27日、須佐えりを横入り式エビ固めで降し初勝利。
2012年1月より愛川ゆず季の率いる「全力女子」に加わっていたが、6月10日の新木場大会で愛川を裏切り夏樹☆たいよう率いる川崎葛飾最強伝説へ移籍。
7月8日、新木場にて愛川とスターダム初の遺恨試合をランバージャックルールのシングルマッチで行うが、試合終盤に愛川から「ゆずポンキック」を叩きこまれ完全にダウンし、戦意喪失状態となりレフリーストップで鹿島のTKO負けとなった。
10月27日、鹿島の初の島根凱旋としてZERO1の益田大会に参戦する予定だったが負傷のため欠場となった。なお、同大会は鹿島と同じ益田市出身の豊田真奈美とシングルで対戦することが発表されていた。
2013年3月7日、スターダム公式サイトにおいて体調不良にともなう当面の休養のため、長期にわたって欠場を続行することが発表された。2014年にスターダムが新たな契約制度を導入した際に契約を交わすことなく、そのまま退団となった。
その後、鹿島は故郷に戻ってパチンコ店の正社員となっていたが東京を訪れた際に紫雷イオと会う機会があり、その際に鹿島のプロレスラー復帰への話が進み始めた。

### 復帰以降
2018年3月28日、スターダム・後楽園ホール大会で約5年ぶりに現役復帰。
2018年6月3日、スターダム・札幌大会で岩谷と組み花月＆木村花を降し、第13代ゴッデス・オブ・スターダム王座奪取。
9月30日、スターダム・名古屋大会でジャングル叫女・刀羅ナツコ組に敗戦し王座から陥落した。
2020年1月3日、新木場大会のタッグマッチで岩谷を裏切り大江戸隊に加入。
3月2日、後楽園ホールにてコロナウイルス感染防止のため、無観客試合で岩谷と遺恨試合をランバージャックルールのシングルマッチで行う。大江戸隊の乱入もあり、鹿島も岩谷を客席最上段から最下段まで蹴り落とす場面もあったが、結果としては敗戦となった。

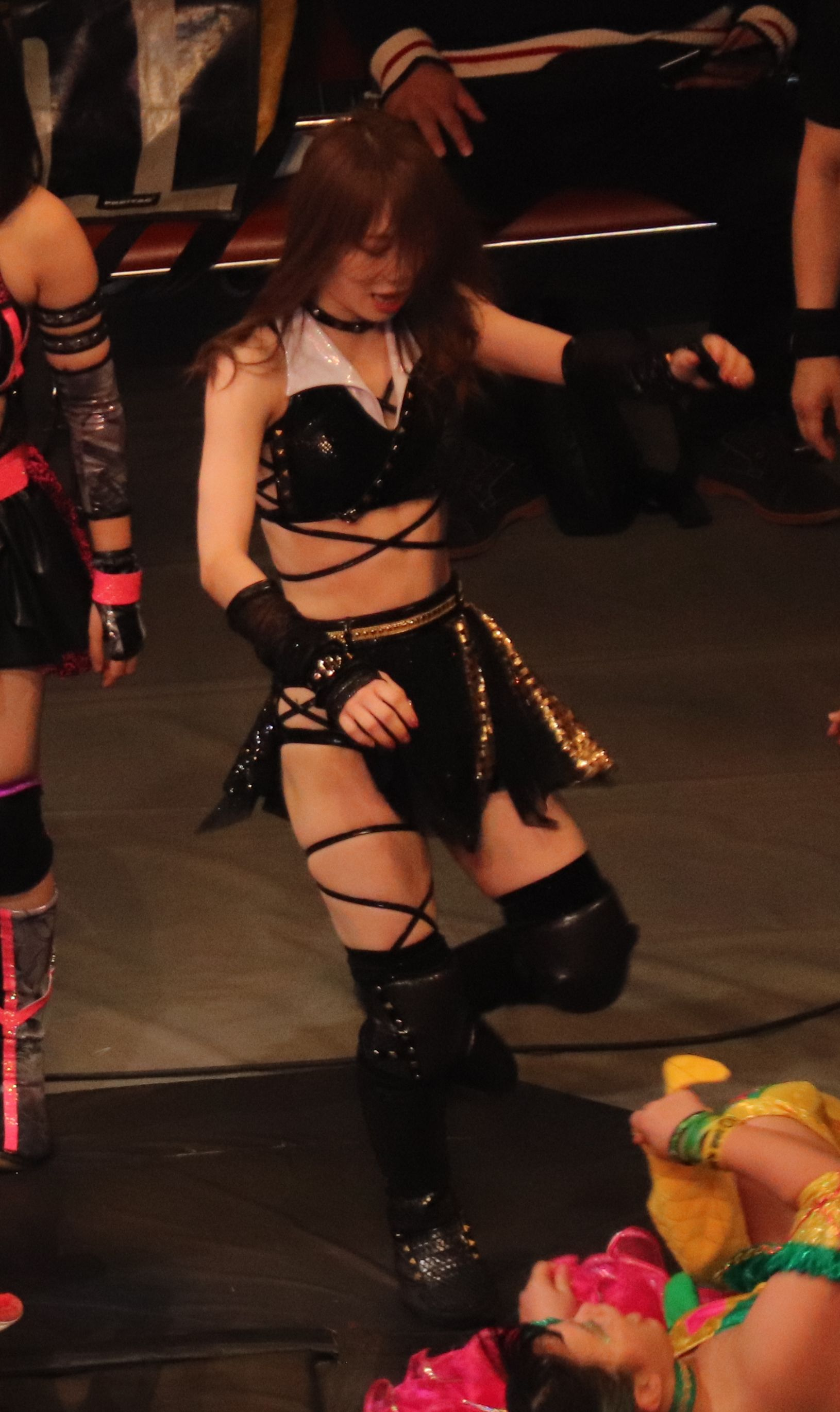
2022年

2021年10月9日、大阪城ホールにて第0試合に勝利した後、同じ大江戸隊の小波の欠場にて試合が中止となり解説を務めていた朱里にリング上から突如対戦要求。同日、同会場にて急遽鹿島対朱里のワールド・オブ・スターダム挑戦権利証マッチ&SWA世界選手権試合が組まれた。試合には敗れはしたものの、大会を盛り上げただけでなく朱里と小波もSNSで鹿島への感謝を綴るなど記憶に残る一戦となった。
2022年5月28日、大田区総合体育館にてスターライト・キッド、渡辺桃と組みなつぽい、ひめか、舞華組を起死回生で下し、第27代アーティスト・オブ・スターダム王者を奪取した。
2023年5月27日、大田区総合体育館大会でのハイスピード王座選手権で、AZM、フキゲンです★との3way戦を制し、同王座を奪取。デビュー12年で初のシングル王座戴冠となった。
6月25日、大江戸隊対Queen's Questの「敗者強制ユニット脱退ケージマッチ」にて、エスケープ出来ずに敗戦。大江戸隊から強制脱退処分となり、ユニット無所属となった。。その後、金網戦前に大江戸隊内で孤立していたことを明かした。
7月2日、自身のハイスピード選手権試合後に大江戸隊に襲われていたところを朱里と壮麗亜美が救出し、その場でGod's Eye加入を懇願。朱里に認められ、加入を果たす。
「GODDESSES OF STARDOM 2023」では朱里とのタッグ「凹アネコン凸」でエントリー。しかし、リーグ戦最終盤で頸部を負傷し、リーグ戦完走とはならなかった。その後、12月23日にタッグ戦で復帰。HANAKOがブレーンバスターを弓月に決めたところに横入りしフォール。他力本願のスタイルで復帰戦勝利を飾った。
2年ぶりの出場となった「5★STAR GP 2024」では若手の八神蘭奈に敗北を喫した一方で、羽南から20秒で勝利を奪うなど、3勝3敗の五分でリーグ戦を終えた。
2024年10月より、AuDeeにてインターネットラジオ番組「鹿島沙希の他力本願」が開始。

## 人物
- 10代の時は、闘龍門の悪冠一色やケンドー・カシンのファンだった。
- 高校に行かず、友達もいなかった鹿島にとっては生まれて初めてできた目標が「プロレスラーになること」だったと後に明かしている[3]。
- 母親とは仲が良く、度々SNS上に母親のやり取りをアップしたり頻繁に帰省していたりする。

2022年8月に行われた3年ぶりの島根大会では試合中にレフェリーが母親に向けて腰を振っていた。
勝利後のインタビューでは、「故郷に綿（めん）を飾るってやつ？」とコメントしてしまい、スターダムオフィシャルYouTubeチャンネルの該当動画には「（正解→錦にしきを飾る）」とタイトル欄に書かれている。
- ゲームが趣味特技である。特に音ゲーの腕前はかなりのもので、スターダムの公式YouTubeチャンネルの企画ではブシロードが配信しているD4DJとコラボしたトーナメントで優勝している。賞品として入場曲でもあるVictory Roadが実装され[19]、その直後に難易度が一番高いエキスパートモードでフルコンボを達成する動画を投稿している[20]。

- 体質的に太りにくく、女子レスラーとしてはかなりの軽量級かつ細身である。

細身の体を生かして相手に絡みついたり、ウラカン・ラナなどのルチャ系の抑え込みも得意とインタビューで明かしている
- 2019年頃、休日に上下スウェットで過ごしているオフショットをSNSに投稿したところ、フォロワーから「ドン・キホーテに入り浸っているヤンキーそのものだ」と大きな反響があり、当時抗争関係にあった大江戸隊からは「ドンキ」というあだ名を付けられる。
  - 特に、大江戸隊の夏すみれは、「私と同じ元ヤンの匂いがする」と鹿島をターゲットに定め、試合中にヤンキー座りで「おいドンキ、おめぇどこ中だよ？」「ワゴンRのシャコタンに乗ってんじゃねーよ」といった挑発ムーブを繰り返すようになる。この時期の鹿島と夏のシングルマッチは、一部ファンの中では非常に評価が高く、「新・名勝負数え唄」とも囁かれている。[21]
- 2022年以降、鹿島は朱里の強烈な打撃を中心としたファイトスタイルを苦手にしており、何度も対戦したくないと懇願し[22][23]、対戦後に朱里が鹿島の王座をかけて試合しようと呼びかけるがそれを拒否したこともあった[24]。その後2023年に朱里がリーダーのユニットであるGod's Eyeに加入したが、その理由は「朱里と戦わなくて済む」とした[13]。

- 2023年にハイスピード王座を戴冠したが主に星来芽依の挑戦表明をことごとく断り続けており[25]、鹿島は「最多防衛記録を更新しようとかじゃなくて、何回挑戦を断ったかっていう最多挑戦拒否記録も残したいですね」と語った[8]。

## 得意技
起死回生
トケ・エスパルダ。別名 : スパパパパーン
2018年5月から使用。鹿島の一発逆転の丸め込みとして非常に高いフォール率を誇るカウンター技。
2021年より鹿島のフィニッシャーとして使用しており、「ゲームでいうと、HPがゼロになったところで発動するような技」と鹿島は語っている。
極稀に試合開始直後に仕掛けることがあり、1分足らずで試合を終わらせてしまうこともある。そのためかけられた側は何が起こったのかわからないほどであり、対戦相手が鹿島戦で真っ先に警戒する技としてあげることが多い。
起死回生Reverse
起死回生が不完全な体勢になってしまったり、相手が振りほどこうとしたりした際にリカバリーとして相手ごと回転し、再度起死回生を仕掛けそのままもう一度フォールする技。
この技と上記の起死回生によって劣勢の状態から数多くの逆転勝利をもたらしており、多くのチャンピオン級選手からこの技でピンフォール勝ちしている。
my emblem（マイ・エンブレム）
クリスチャン・ケイジのキル・スイッチと同じ技。復帰後からフィニッシャーとして使用している。
昇龍拳
体を捻りながら相手の顎へのアッパーカット。元ネタはストリートファイターシリーズの同名の技。
ダブルアームフェイスバスター
ダブルアーム・スープレックス
超激アツ
2024年11月11日（もやしの日）に初披露。ダブルアーム式ニーバスター。公式では『激アツ』と表記されることがあるが、正式には『超激アツ』である。
クリスト
しじみ
肩の上から回転十字固めでフォールに持っていく技。鹿島と同じ島根県出身の日高郁人から伝授された。技名の由来は、宍道湖七珍の一つであるシジミから。
全女式押さえ込み（全女式体固め）
俺のターン
ヘッドシザーズ・ホイップやティヘラに相当する技。

(各選手の必殺技)
他選手が必殺技を放った後すかさずフォールを取る、まさに他力本願スタイルの技。

## タイトル歴
スターダム
- 第23代、25代ハイスピード王座
- 第13代ゴッデス・オブ・スターダム王座
  - パートナーは岩谷麻優
- 初代、18代、20代、24代、27代アーティスト・オブ・スターダム王座
  - 初代はwith夏樹☆たいよう＆安川惡斗
  - 18代、20代はwith岩谷麻優＆中野たむ
  - 24代はwithビー・プレストリー&刀羅ナツコ
  - 27代はwith 渡辺桃&スターライト・キッド

## 入場曲
- Victory Road - キャロ from ナルコピクシーー （使用中）
- エンブレム ～操Ver.～ - Daito Music／押忍！番長3 SOUND TRACK
- ガールフレンド - アヴリル・ラヴィーン

## ファンの呼び名
- ファンのことは通称、「キモオタ」と読んでいる。これは「キモいオタク」ではなく、「きもてぃーオタク」のことらしい[3]。
- インスタグラムのストーリーでは「おいキモオタども」などと言うことが多い。

## 出演

### テレビ番組
- くりぃむナンタラ（2024年10月16日、テレビ朝日系列）